# Анатолий Голубев
Анатолий Дмитриевич Голубев е руски и съветски сценарист и писател, автор на произведения в жанровете съвременен роман на спортна тематика, исторически и приключенски роман. Използва и псевдонима Анатолий Ксенин.

## Биография и творчество
Роден е в Съветския съюз през 1935 г.
Автор е на романите: „Тогава футболът умира“, „Никой не обича Крокодила“, „Нулево отклонение“ и други, и на очерци за културата на човешкото тяло – „Формула на красотата“. Работата му е изцяло посветена на спортни теми, спортни герои – хокеисти, футболисти, велосипедисти, катерачи, и др.
Член е на Съюза на писателите на Руската федерация (Москва).
Анатолий Голубев живее със семейството си в Москва.

## Произведения

### Самостоятелни романи и повести
- Тогда умирает футбол (1967)
- Победителя не судят (1969)
Победителя не го съдят, изд.: „Медицина и физкултура“, София (1971), прев. Ана Периклийска
- Никто не любит Крокодила (1973)
Никой не обича Крокодила, изд.: „Медицина и физкултура“, София (1974), прев. Ана Периклийска
- Пломба (1976)
- Нулевое отклонение (1980)
- Умрем, как жили (1981)
- Убежать от себя (1982)
- Мир без милосердия (1986)
- Высшая степень риска (1986)

### Сборници
- Живущие дважды (1972) – очерци и разкази
- Чужой патрон (1985)
- Ветер с Олимпа (1986)
- Высшая степень риска (1989)
- Позади наша Троя... (1991)

### Документалистика
- Формула красоты (1967)